# Stamford (Connecticut)
Stamford – miasto w Stanach Zjednoczonych, w stanie Connecticut, port nad zatoką Long Island Sound (Ocean Atlantycki).
Miasto Stamford w 2007 roku zajęło czwarte miejsce wśród miast Stanów Zjednoczonych, drugie w regionie północno-wschodnim i pierwsze w stanie Connecticut pod względem bezpieczeństwa.
W tym samym roku, CNN/Money i magazyn Money sklasyfikowali Stamford na 46. miejscu na liście „100 najlepszych miejsc do życia w Stanach Zjednoczonych”.
W miejscowości były kręcone sceny do filmu Droga do szczęścia z 2008 roku.

## Geografia i klimat
Miasto Stamford graniczy:
- od północy z Pound Ridge
- od południa z Long Island Sound
- od zachodu z Greenwich
- od wschodu z Darien i New Canaan

## Demografia
Dane z 2005 roku:
| Opis      | Ogółem  | Ogółem | Kobiety | Kobiety | Mężczyźni | Mężczyźni |
| jednostka | osób    | %      | osób    | %       | osób      | %         |
| --------- | ------- | ------ | ------- | ------- | --------- | --------- |
| populacja | 117 083 | 100    | 60 461  | 51,6    | 56 622    | 48,4      |

Rasy:
| Opis      | Ogółem  | Ogółem | Biali  | Biali | Czarnoskórzy/ Afroamerykanie | Czarnoskórzy/ Afroamerykanie | Azjaci | Azjaci | Rdzenni mieszkańcy Hawajów | Rdzenni mieszkańcy Hawajów |
| jednostka | osób    | %      | osób   | %     | osób                         | %                            | osób   | %      | osób                       | %                          |
| --------- | ------- | ------ | ------ | ----- | ---------------------------- | ---------------------------- | ------ | ------ | -------------------------- | -------------------------- |
| populacja | 117 083 | 100    | 81 718 | 69,8  | 18 019                       | 15,4                         | 5856   | 5,0    | 46                         | 0,0                        |

| Opis      | Inne rasy | Inne rasy | Dwie lub więcej ras | Dwie lub więcej ras |
| jednostka | osób      | %         | osób                | %                   |
| --------- | --------- | --------- | ------------------- | ------------------- |
| populacja | 7608      | 6,5       | 3593                | 3,1                 |

## Gospodarka
W mieście rozwinął się przemysł elektroniczny, samochodowy, lotniczy, tytoniowy oraz kosmetyczny.

## Transport

### Lotniska
W pobliżu Stamford znajdują się cztery lotniska. Najbliższym jest Westchester County Airport, które graniczy z Greenwich (20 minut jazdy samochodem). Lotnisko to oferuje całodobowe przeloty do 18 miast, w tym do głównych międzynarodowych lotnisk – Atlanta, Chicago, Cincinnati, Detroit, Orlando i Pittsburgh.

### Autobusy
Miejskie busy są dostarczone przez CT Transit, które jest finansowane przez Departament Transportu w Stamford.

## Biblioteki
Publiczna biblioteka w Stamford – Ferguson Library – jest jedną z największych w stanie Connecticut. Można w niej znaleźć również polskie dzienniki – „Rzeczpospolita” i Życie Warszawy

## Sztuka, nauka i atrakcje kulturowe

### Nauka i natura
- Stamford Museum and Nature Center – muzeum położone w północnej części miasta. W swej kolekcji posiada wiele dzieł sztuki, między innymi Gutzona Borgluma – rzeźbiarza Góry Rushmore[6].
- The Fairfield County Astronomical Society – obserwatorium astronomiczne w Stamford, utworzone w 1954 roku. Posiada 22-calowy teleskop.

### Teatr i film
- Teatr Curtain Call – wystawia sztuki i inne widowiska w Kompleksie Teatrów Sterling Farms.
- Avon Theater – kino, teatr.

### Muzyka
- Orkiestra Symfoniczna w Stamford
- Stamford Grand Opera

## Atrakcje

### Parki i miejsca rekreacji
- Cummings Park – plaża publiczna, jedno z popularnych miejsc na połów skorupiaków. Park, powstały w 1906 roku wcześniej znany był jako Halloween Park, gdyż burmistrz Homer Cummings oddał najważniejszy głos decydujący o powstaniu tego parku w święto Halloween.
- Stamford posiada również dwa miejscowe pola golfowe. Pole golfowe „Sterling Farms” otwarte w maju 1972 jest bardziej popularne od drugiego[7]. Blisko tego miejsca znajduje się także restauracja i sześć kortów tenisowych. Pole golfowe „E. Gaynor Brennan” otwarte w 1922 aktualnie potrzebuje naprawy[7].
- Scalzi Park na Bridge Street ma plac zabaw, boisko do baseballa i softballa, do koszykówki, bocce, hokeju na rolkach, korty tenisowe oraz stadion baseballowy nazwany Cubeta Stadium. Na nim rozgrywają się mecze baseballa miejscowej drużyny. Szkoła średnia J.M. Wright Technical High School znajduje się naprzeciw parku. W 2007 roku otwarto w parku skatepark. Miasto ubiegało się o wkład ze strony korzystających z parku. 309 850 dolarów pozwoliło na wybudowanie betonowego skateparku. Miasto wynajęło firmę Grindline Skateparks Inc. by dostarczyć unikatowy projekt i zrealizować go.
- 83 akrowy Cove Island Park – kiedyś farma, później teren fabryki, teraz plaża, na której można znaleźć również kilka miejsc piknikowych. W północno-zachodniej części parku znajduje się mały rezerwat przyrody, w którym żyje wiele gatunków ptaków[8].

## Media
- World Wrestling Entertainment ma swoje międzynarodowe główne biuro w Stamford.

### Gazety
- Stamford Advocate – dziennik, jego właścicielem jest Hearst Corporation. Prowadzony przez MediaNews Group.
- The Stamford Times – tygodnik, właściciel – The Hour Newspapers.
- Stamford Plus magazine – „magazyn” publikowany przez Canaiden LLC.
- El Sol News – tygodnik wydawany w języku hiszpańskim.
- La Voz – tygodnik wydawany w języku hiszpańskim – obejmuje cały stan Connecticut.

## Religia
- Parafia Najświętszego Imienia Jezus

### Stacje radiowe
- WSTC-AM – 1400 AM
- WEDW-FM – 88.5 FM
- WEBE 108-FM- 107.9 FM

## Miasta partnerskie
- Grecja: Sparta
- Peru: Lima
- Włochy: Settefrati
- Izrael: Afula
- Indie: Jajmau